# Bohatství (film)
Bohatství (v anglickém originále The Fortune) je americký akční film z roku 1975. Režisérem filmu je Mike Nichols. Hlavní role ve filmu ztvárnili Stockard Channing, Jack Nicholson, Warren Beatty, Florence Stanley a Richard B. Shull.

## Ocenění
Stockard Channing byla za svou roli v tomto filmu nominována na Zlatý glóbus.

## Obsazení
| Stockard Channing | Fredrika Quintessa Bigard |
| Jack Nicholson    | Oscar Sullivan            |
| Warren Beatty     | Nicky Wilson              |
| Florence Stanley  | paní Gould                |
| Richard B. Shull  | Power                     |
| Tom Newman        | kadeřník John             |
| John Fiedler      | policejní fotograf        |
| Scatman Crothers  | rybář                     |